# Perfect Strangers
Perfect Strangers – jedenasty album studyjny Deep Purple, wydany w listopadzie 1984 roku. Został nagrany po pierwszej reaktywacji zespołu, w składzie nazywanym Mark IIb. Wszyscy członkowie zespołu po oficjalnym rozpadzie Deep Purple w roku 1976 grali w swoich zespołach lub tworzyli muzykę solową.
Jon Lord i Ian Paice wstąpili do zespołu swojego trzeciego wokalisty Davida Coverdale’a Whitesnake. Ian Gillan stworzył zespół Ian Gillan Band i po wielu transformacjach nazwał go Gillan. W 1983 Ian Gillan dołączył do Black Sabbath i odbył z nimi tournée oraz nagrał album Born Again. Ritchie Blackmore utworzył Rainbow. Roger Glover nagrywał solowe albumy, został producentem m.in. albumu Sin After Sin zespołu Judas Priest, później dołączył do Blackmore’a w Rainbow.
Był to pierwszy album studyjny wydany po 8-letniej przerwie i pierwszy w „klasycznym” składzie od 11 lat (ostatnim był Who Do We Think We Are z 1973).
Wydanie CD zawiera dodatkowy utwór Not Responsible. Album po remasteringu został wydany 22 czerwca 1999 z instrumentalnym bonusem Son of Alerik.

## Lista utworów
Wszystkie, z wyjątkiem opisanych skomponowali Ritchie Blackmore, Ian Gillan i Roger Glover.
| 1.  | "Knocking at Your Back Door" | 7:00  |
|     | |       |
| 2.  | "Under the Gun" | 4:35  |
|     | |       |
| 3.  | "Nobody’s Home" (Ritchie Blackmore, Ian Gillan, Roger Glover, Jon Lord, Ian Paice) | 3:55  |
|     | |       |
| 4.  | "Mean Streak" | 4:20  |
|     | |       |
| 5.  | "Perfect Strangers" | 5:23  |
|     | |       |
| 6.  | "A Gypsy's Kiss" (Ritchie Blackmore, Ian Gillan, Roger Glover, Jon Lord, Ian Paice) | 5:14  |
|     | |       |
| 7.  | "Wasted Sunsets" | 3:55  |
|     | |       |
| 8.  | "Hungry Daze" | 4:44  |
|     | Utwór bonusowy na wydaniu CD |       |
| 9.  | "Not Responsible" | 4:36  |
|     | - występuje tylko na kasetach i CD, brak na winylowym LP Utwór bonusowy reedycja CD 1999                                                                                                |       |
| 10. | "Son of Alerik" (Ritchie Blackmore) | 10:07 |
|     | - nie występował na oryginalnych kasetach, CD i LP - wykorzystany na singlach Perfect Strangers: - jako strona "b" 7-calowego – w wersji skróconej - oraz w wersji pełnej na 12-calowym |       |
|     | | 53:49 |
|     | |       |

## Skład zespołu
- Ian Gillan – śpiew
- Ritchie Blackmore – gitara
- Jon Lord – Organy Hammonda, instrumenty klawiszowe
- Roger Glover – gitara basowa
- Ian Paice – perkusja